# Bundesstraße 463
Die Bundesstraße 463 (Abkürzung: B 463) ist eine deutsche Bundesstraße. Sie führt von Pforzheim über Calw, Wildberg, Nagold, Horb am Neckar,
Haigerloch, Balingen und Albstadt bis unmittelbar nördlich von Sigmaringen, wo sie in die B 32 mündet.

## Geschichte

### Ursprung
Die von Nagold nach Wildberg führende Vicinalstraße wurde 1861 zur Staatsstraße aufgewertet.

### Frühere Strecken und Bezeichnungen
Der Streckenabschnitt zwischen Pforzheim und Nagold wird als Nagoldtalstraße bezeichnet und wurde ab 1901 zwischen Pforzheim und der damaligen badisch-württembergischen Landesgrenze bei Unterreichenbach als badische Staatsstraße Nr. 158 geführt.
Die heutige Bundesstraße 463 trug vor Einführung des Reichsstraßennetzes verschiedene Nummern:
| Land        | Staatsstraße | Länge   | Verlauf                          |
| ----------- | ------------ | ------- | -------------------------------- |
| Baden       | Nr. 158      | 23,2 km | Pforzheim – Landesgrenze (–Calw) |
| Württemberg | Nr. 108      | 12,6 km | (Pforzheim–) Landesgrenze – Calw |
| Württemberg | Nr. 103      | 23,9 km | Calw – Nagold                    |
| Württemberg | Nr. 88       | 30,5 km | Horb – Haigerloch                |

Die Bundesstraße 463 wurde Ende der 1960er Jahre eingerichtet.

### Ersetzungen
Geplant ist, die B 463 im Stadtgebiet Pforzheim zu verlegen und als Pforzheimer Westtangente den Verkehr aus dem Nagoldtal künftig um die Innenstadt herumzuführen ins Enztal zur Bundesstraße 294 und weiter zur B 10 und zur A 8. Der erste Bauabschnitt der Westtangente von der Autobahnanschlussstelle Pforzheim West bis zur B 294 war bereits 2005 planfestgestellt. Sein nördlichster Teil bei der A 8 wurde im Juni 2012 fertiggestellt. Der folgende Abschnitt wurde im April 2019 eröffnet.
Sein zentraler Teil, der 1,3 km lange Arlinger Tunnel, wurde von 2019 bis Mai 2024 gebaut.
Der zweite Bauabschnitt von der B 294 bis ins Nagoldtal an die B 463 ist im weiteren Bedarf der Bundesverkehrswegeplanung berücksichtigt.
Eine Teilstrecke zwischen Horb am Neckar und der Autobahnanschlussstelle Empfingen wurde durch die B 32 und die A 81 ersetzt. Bei Balingen ist sie teilweise mit der B 27 vereint.

## Einzelnachweise

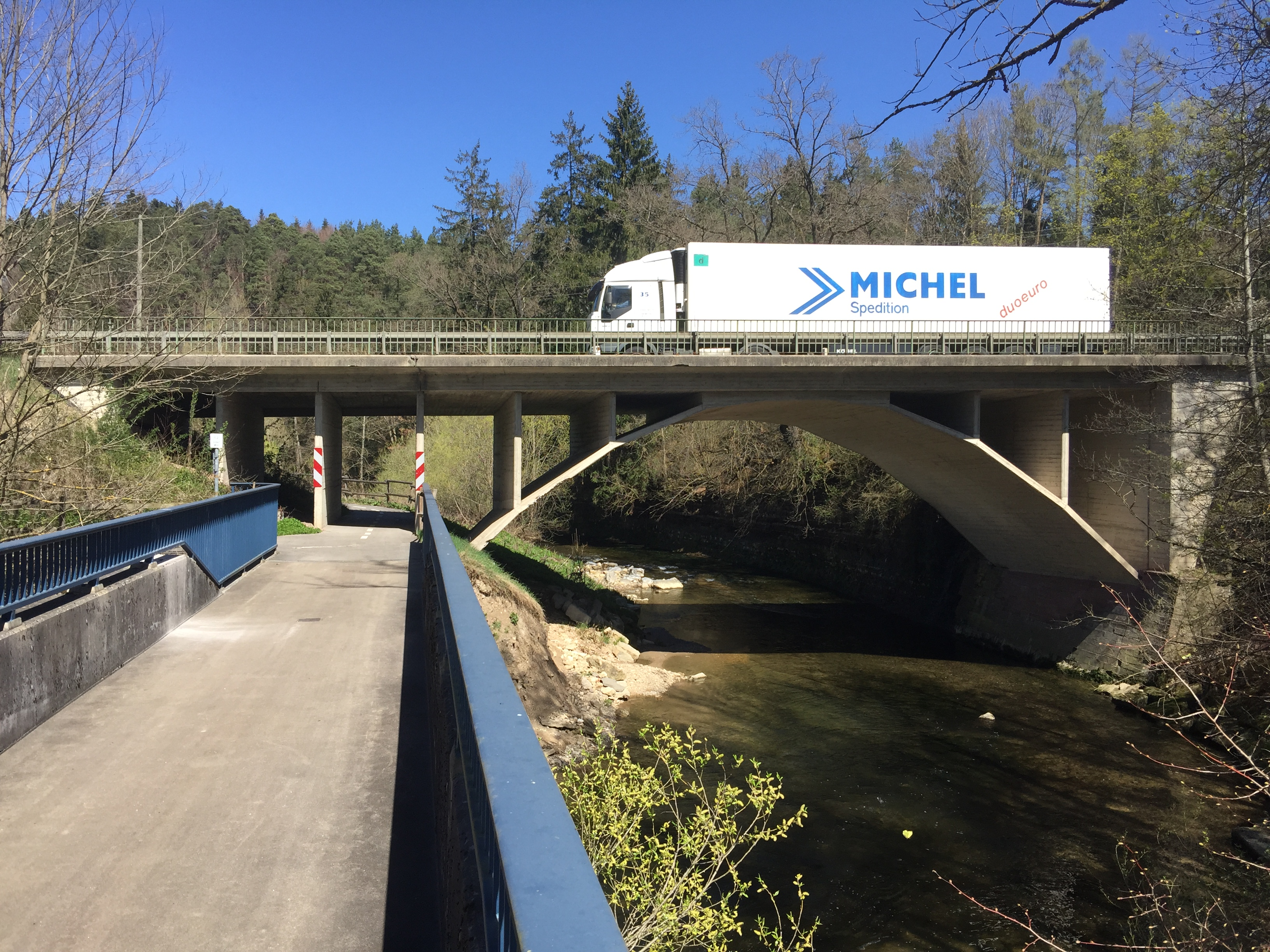
Die Brücke über die Eyach beim Kühlen Grund zwischen Haigerloch und Balingen